# Taillebois
Taillebois ist eine Ortschaft und eine ehemalige französische Gemeinde mit 137 Einwohnern (Stand: 1. Januar 2022) im Département Orne in der Region Normandie. Sie gehörte zum Kanton Athis-de-l’Orne und zum Arrondissement Argentan.
Mit Wirkung vom 1. Januar 2016 wurden die bisherigen Gemeinden Athis-de-l’Orne, Bréel, La Carneille, Notre-Dame-du-Rocher, Ronfeugerai, Ségrie-Fontaine, Taillebois und Les Tourailles zu einer Commune nouvelle mit dem Namen Athis-Val de Rouvre zusammengeschlossen und haben in der neuen Gemeinde den Status einer Commune déléguée. Der Verwaltungssitz befindet sich im Ort Athis-de-l’Orne.

## Geografie
Taillebois liegt elf Kilometer nordöstlich von Flers und wird von der Rouvre durchflossen. Sie liegt im Herzen der Normannischen Schweiz. Das frühere Gemeindegebiet mit einer Fläche von 5,51 km² besteht zu einem Großteil aus Kulturland, 83 Hektar sind Wald.

## Etymologie
Nach der Gemeinde trägt der Adligen Yves de Taillebois seinen Namen.

## Wirtschaft und Tourismus
Die meisten Beschäftigten aus Taillebois arbeiten in den Zentren Flers oder Condé. In der lokalen Wirtschaft überwiegt die Landwirtschaft, im Ort gibt es sechs landwirtschaftliche Betriebe. Daneben gibt es einige kleinere Geschäfte sowie ein Café.
Die Landschaft eignet sich zum Wandern und Mountainbiken, die Rouvre ist bei Wildwasserfahrern sehr geschätzt.

## Bevölkerungsentwicklung
| Jahr      | 1962 | 1968 | 1975 | 1982 | 1990 | 1999 | 2008 |
| Einwohner | 165  | 145  | 111  | 171  | 181  | 154  | 156  |